# 甘林夜校
甘林夜校，位于中国广东省湛江市湛江麻章镇甘林村，为湛江市的一个市、县级文物保护单位，类型为近现代重要史迹及代表性建筑，公布时间为1995年10月15日。
甘林夜校的历史年代为1937。